# 雷崶
雷崶，字蘊峰，江蘇省松江府華亭縣（今屬上海市）人。清朝政治人物，同進士出身。

## 生平
雷崶詞賦清麗，有才名。道光二十三年（1843年）癸卯科鄉試舉人，道光二十七年（1847年）中式丁未科三甲進士。道光三十年十二月（1851年），署湖南龍山縣知縣。卒於任內。